# Vitales
Vitales is de botanische naam van een orde van tweezaadlobbige planten: de naam is gevormd uit de familienaam Vitaceae. Een orde onder deze naam wordt zelden erkend door systemen voor plantentaxonomie.
Ze wordt echter wel erkend door de 23e druk van de Heukels, de Angiosperm Phylogeny Website, de NCBI-site en APG III (2009). De orde bestaat dan uit één familie:
- orde Vitales
  - familie Vitaceae (wijnstokfamilie)

Die familie omvat dan wel het genus Leea, dat elders wel beschouwd werd een eigen familie te zijn (Leeaceae).